# Siniestro radiológico del Hospital Clínico de Zaragoza

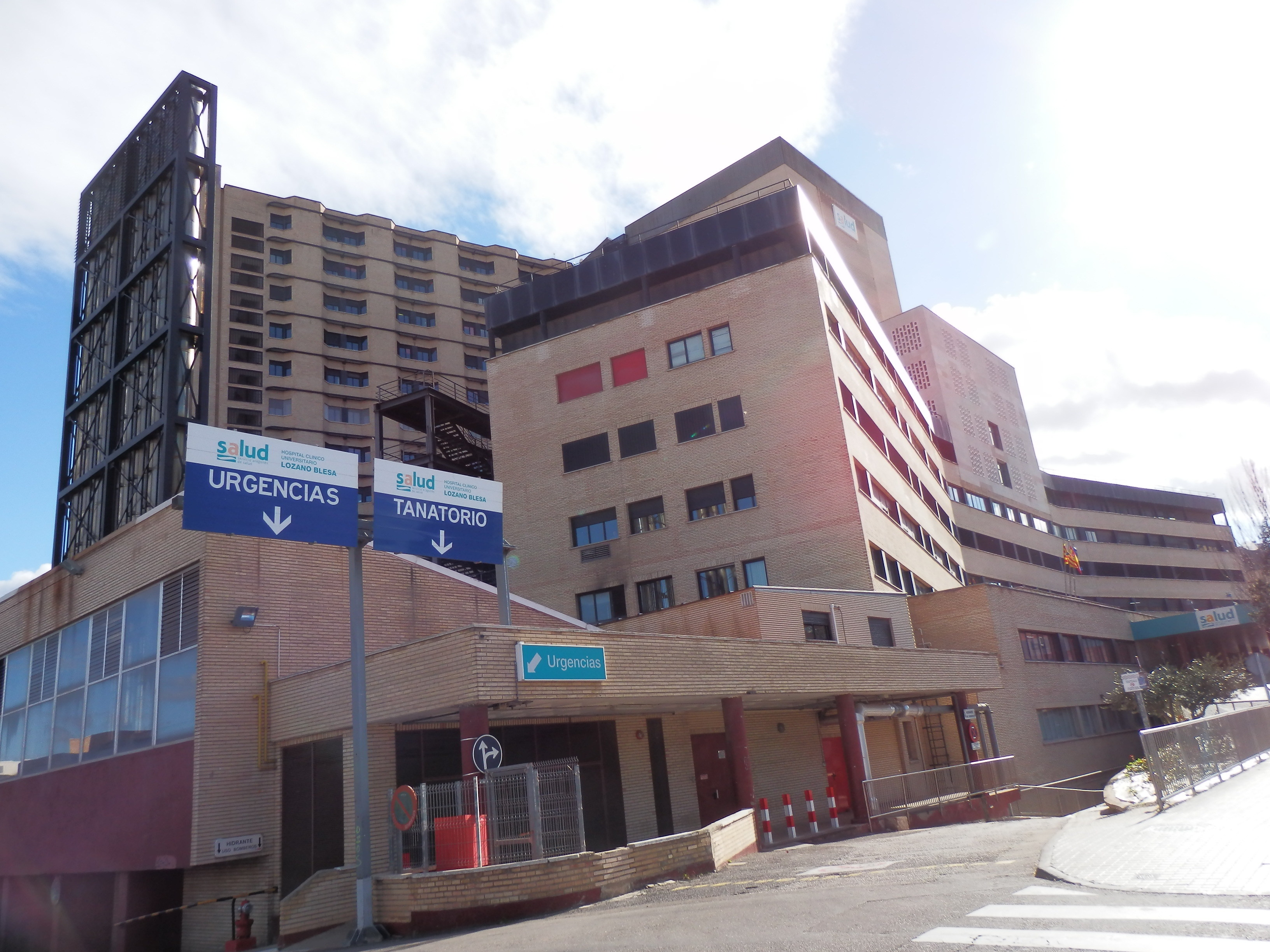
El siniestro sucedió en el Hospital Clínico Universitario Lozano Blesa

El accidente radiológico del Hospital Clínico de Zaragoza fue un accidente radiológico acaecido entre el 10 y el 20 de diciembre de 1990 en la unidad de radioterapia del Hospital Clínico Universitario Lozano Blesa, de Zaragoza (España). Este accidente constituye el mayor accidente en la historia de la radioterapia en España.
En el accidente se vieron afectados al menos 27 pacientes de cáncer que recibían tratamiento con un acelerador lineal, de los cuales fallecieron once, según cifras oficiales, aunque algunas fuentes afirmaron que el número de fallecidos ascendió a 25.

## Cronología de los hechos
El 7 de diciembre de 1990 un técnico de mantenimiento efectúa labores de puesta a punto en la unidad de aceleración de electrones de un aparato de radioterapia del Hospital Clínico Universitario Lozano Blesa. El 10 de diciembre entró en servicio tras la reparación. 
El 19 de diciembre el Consejo de Seguridad Nuclear procedió a efectuar su revisión anual, que, por motivos burocráticos, se había retrasado seis meses, y descubrió una anomalía en la potencia de la unidad de aceleración de electrones, particularmente alta. No obstante, no ordenó detener la operación del aparato hasta un día después, debido a que se utilizó mensajería postal para la comunicación. El 20 de diciembre el aparato fue clausurado, hasta su puesta en marcha de nuevo el 8 de marzo de 1991.
Los pacientes, que estaban siendo tratados de diversas afecciones cancerígenas, padecieron inmediatamente quemaduras en la piel de la zona irradiada, así como inflamación de los órganos internos y de la médula ósea. El primer paciente falleció el 16 de febrero de 1991, es decir, dos meses después de la irradiación. La cifra fue aumentando paulatinamente, hasta que el 25 de diciembre de 1991 falleció el último, de un total de 25 pacientes que no sobrevivieron a las heridas; no obstante, la Agencia Internacional de la Energía Atómica atribuye al aparato la responsabilidad sobre once de las muertes.

## Causas del accidente
El aparato de radioterapia fue reparado sin seguir las instrucciones establecidas para ello. La unidad, que tenía 14 años en el momento del accidente, presentaba una avería en el sistema de desviación del haz de electrones del acelerador. Para repararla se trató de restablecer la trayectoria de los electrones, para lo cual se actuó, erróneamente, sobre la energía de los electrones, aumentándola significativamente. Este hecho provocó que el aparato funcionara, en la práctica, al máximo de su potencia.
A la hora de manipular el aparato, el médico encargado puede controlar la energía de los electrones con unos mandos y observar en una pantalla qué valor ha asignado. En este caso, sin embargo, el aparato mostraba la energía teórica, pero, en la práctica, siempre irradiaba al máximo de energía. Este hecho provocó que la anomalía pasara inadvertida para los médicos que manipulaban el aparato. La mayoría de pacientes requerían 7 MeV, pero recibieron del orden de 40, es decir, sextuplicando la dosis.

## Responsabilidades
En un primer momento se atribuyó la responsabilidad al propio Hospital y, en especial, a la jefatura de la unidad de radiología del centro. Desde el Hospital, sin embargo, atribuyeron la responsabilidad a los técnicos de mantenimiento. El entonces Ministro de Sanidad y Consumo, Julián García Vargas, indicó que el constructor del aparato, General Electric, era el responsable del mal funcionamiento, ya que era la empresa encargada de las labores de mantenimiento.
Finalmente, el 6 de abril de 1993 el Hospital y su personal fueron absueltos. Tampoco se responsabilizó al Instituto Nacional de Salud. El juez estableció como culpables al técnico que realizó la reparación y, subsidiariamente, a la empresa General Electric, que tuvo que indemnizar a cada familia afectada con 15 millones de pesetas.

## Retirada del servicio
El aparato continuó funcionando hasta finales de 1996, cuando fue desconectado y desguazado. Este hecho se hizo con total discreción, debido a la enorme conmoción que provocó el suceso no sólo entre los empleados del Hospital sino incluso en la sociedad española.[cita requerida]

## Consecuencias
Como consecuencia de este accidente se vio la necesidad de contar en todos los servicios de radioterapia que utilizan rayos X de alta energía, de físicos especializados en el uso clínico de las radiaciones ionizantes. Su labor sería la de verificar a través de su firma, utilizando para ello todas las herramientas teórico-prácticas de la física, que cada haz de radiación que emitiese el acelerador fuese exactamente el necesario para el correcto tratamiento terapéutico prescrito por el médico. Así, en 1997, se creó por decreto la especialidad sanitaria de radiofísica hospitalaria.[cita requerida]